# Pont de la riera (Sant Vicenç de Montalt)
El Pont de la riera és una obra de Sant Vicenç de Montalt (Maresme) inclosa a l'Inventari del Patrimoni Arquitectònic de Catalunya.

## Descripció
Obra de pedra i totxo massís on destaca la col·locació dels arcs, té una planta romboïdal, la qual cosa li proporciona independència estructural. Es tracta d'un element aïllat que serveix per facilitar-li el pas als cotxes.